# Spending Time with Morgan
Spending Time with Morgan è il primo album in studio della cantautrice norvegese Ane Brun, pubblicato nel 2003.

## Tracce
1. Humming One of Your Songs – 4:55
2. Are They Saying Goodbye – 3:58
3. On Off – 4:35
4. I Shot My Heart – 3:57
5. Drowning in Those Eyes – 4:04
6. So You Did it Again – 1:53
7. One More Time – 4:04
8. Headphone Silence – 4:05
9. What I Want – 4:08
10. Sleeping by the Fyris River – 4:07
11. Wooden Body – 4:40
12. Humming One of Your Songs (Encore) – 2:19